# Нейтън Фийлдър
Нейтън Фийлдър (на английски: Nathan Joseph Fielder) е канадски комик, актьор, сценарист, режисьор и продуцент. Известен е с ролята си на социално непохватен герой и със смесването на реалност и измислица. Печелил е наградите Independent Spirit Award и WGA Award и има номинации за „Еми“. През 2023 година е включен в класацията на списание „Тайм“ за 100-те най-влиятелни личности в света.
Фийлдър има интерес към комедията от ранна детска възраст, като в училището участва в театрална група заедно с актьора Сет Роугън. Завършва икономика в Университета „Виктория“ в Британска Колумбия. След като завършва комедиен курс в Humber College, започва кариерата си като кореспондент в предаването на CBS – This Hour Has 22 Minutes със специален свой сегмент. След това става сценарист и актьор в скеч шоуто Important Things with Demetri Martin.
През 2013 година създава и режисира шоуто на Комеди Сентрал – Nathan for You, в който неговото алтер его дава съвети на неуспешни бизнеси. Шоуто завършва през 2017, след което създава комедийния документалнен сериал на HBO – „Репетицията“ (2022 – ), в който Фийлдър участва с главна роля. През 2023 година заедно с Бени Сафди създава успешния минисериал на Showtime – The Curse, като в главните роли влизат самите те заедно с Ема Стоун.
Роден е във Ванкувър през 1983 в семейство на социални работници и е от еврейски произход. Работи за кратко в брокерска фирма, преди да се насочи към комедията.

## Избрана филмография

### Кино
- „Купон преди Коледа“ (2015) – Джошуа
- „Катастрофалният артист“ (2017) – Кайл

### Телевизия
- Nathan for You (2013 – 2017)
- „Репетицията“ (2022 – )
- The Curse (2023)